# Дуратій
Дуратій (I ст. до н. е.) — вождь племені піктонів у 60—50-х роках до н. е. (на території сучасної області Періге, Франція), союзник Гая Юлія Цезаря у Галльській війні.

## Життєпис
Час приходу до влади Дуратія приблизно у середині 60—х років до н. е. Він відчув загрозу міграції галльського племені гельветів до території свого племені й вирішив підтримати поход Цезаря у 58 році до н. е. При цьому домігся збереження внутрішньої незалежності піктонів. В подальшому допомагав римлянам у завоюванні Галлії. Цезар відзначив піктонів, як одне з найбільш цивілізованих племен.
Тим не менш влада Дуратій не була абсолютною. Тому деякі з молодших вождів піктонів вирішили, що необхідно підтримати повстання Верцингеторикса, особливо після його перших успіхів — було відправлено на допомогу 8000 вояків у 52 році до н. е. Але Дуратій залишився вірним Цезарю й продовжував його підтримувати. Тому на піктонів на чолі із Дуратієм напав ворог римлян Думнак, вождь андекавів. Дуратій був обкладений у своїй фортеці, тому запросив допомогу у Цезаря. Звільнив від облоги Дуратія легат Гай Каніній Ребіл. Подальша доля Дуратія не відома.